# Ryszard Bacciarelli

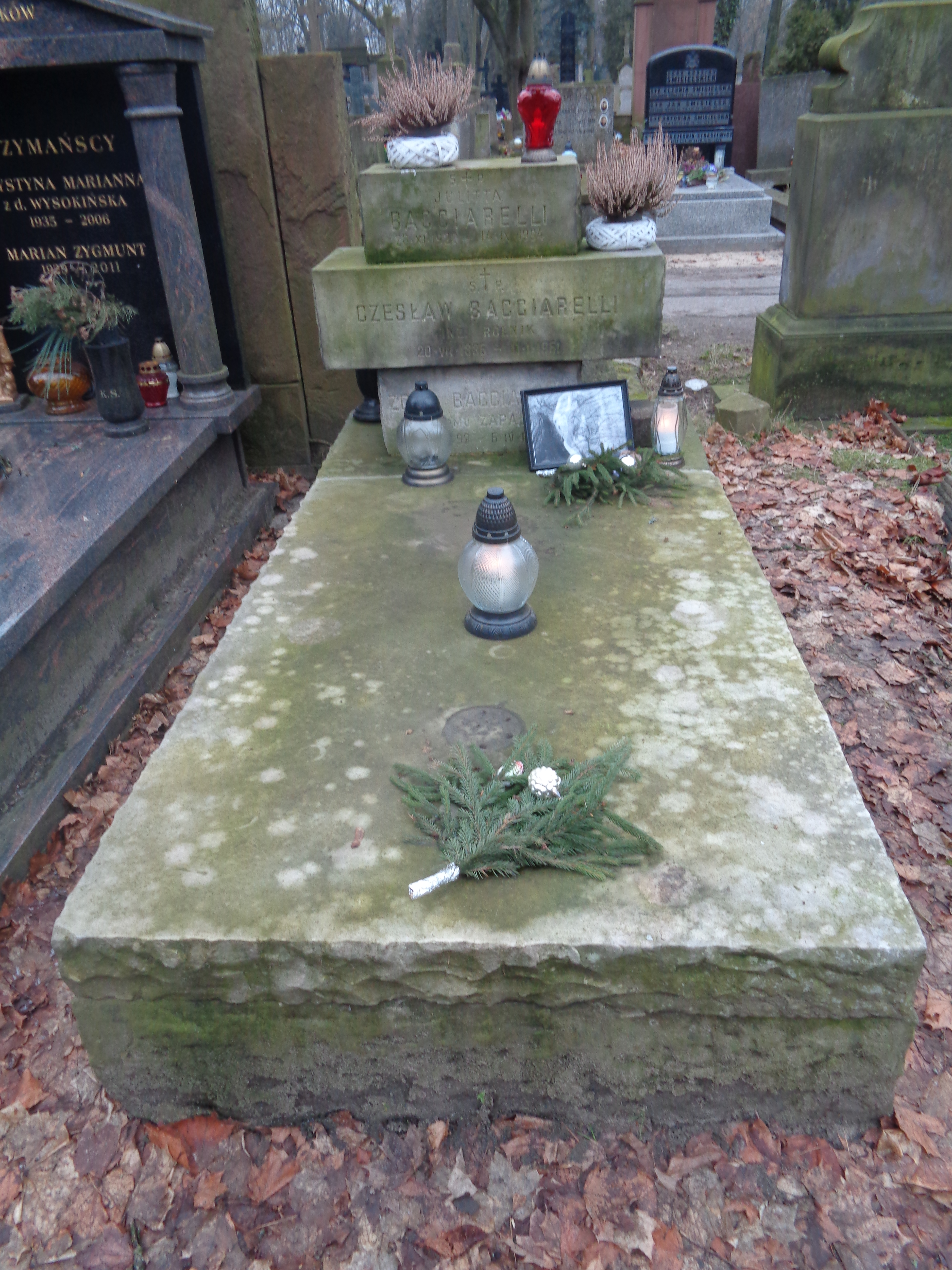
Grób Ryszarda Baciarelli na cmentarzu Powązkowskim w Warszawie

Ryszard Bacciarelli (ur. 8 stycznia 1928 w Młocku-Kopaczach, zm. 22 czerwca 2021 w Warszawie) – polski aktor teatralny, filmowy i telewizyjny.

## Życiorys
Absolwent warszawskiej PWST (1953). Praprawnuk malarza Marcello Bacciarellego. W teatrze zadebiutował 21 października 1953 roku. W latach 1953–1956 był aktorem Teatrów Dramatycznych w Szczecinie, 1956–1961 – Teatru im. Jaracza w Łodzi, potem związany z teatrami warszawskimi: Praskim Teatrem Ludowym w latach 1961–1966, Teatrem Ludowym – 1966–1974, oraz Nowym – 1974–1993.
Zmarł 22 czerwca 2021 w wieku 93 lat. Pochowany na cmentarzu Powązkowskim w Warszawie.

## Spektakle teatralne
PWST, Warszawa
- 1953 – Sen nocy letniej jako Oberon (reż. Jan Kreczmar)
- 1969 – Mała komedia – współpraca reżyserska (reż. Kazimierz Rudzki)

Teatry Dramatyczne (Teatr Polski), Szczecin
- 1953 – Fantazy jako Jan (reż. Maria Straszewska)
- 1954 – Wielki człowiek do małych interesów jako Karol (reż. M. Straszewska)
- 1956 – Spotkanie jako Jerzy (reż. Jan Maciejowski)

Teatry Dramatyczne (Teatr Współczesny) Szczecin
- 1955 – Cyrulik sewilski jako hrabia Almaviva (reż. Marian Godlewski)
- 1955 – Wilhelm Tell jako Baumgarten (reż. Emil Chaberski)

Teatr im. Jaracza, Łódź
- 1957 – Kobieta twojej młodości jako Jan Mougin (reż. E. Chaberski)
- 1957 – Opera żebracza jako Jacek Krzywy Paluch (reż. Czesław Staszewski)
- 1958 – Król Henryk IV jako Edmund Mortimer (reż Aleksander Bardini)
- 1958 – Wesele jako Poeta (reż Stefania Domańska)
- 1958 – Malborough wyrusza na wojnę jako IV oficer (reż. C. Staszewski)
- 1958 – Majątek albo imię jako Antoni Licki (reż. Karol Borowski)
- 1959 – Książę i żebrak jako lord St. John, Sąsiad / asystent reżysera (reż. Stanisław Cegielski)
- 1959 – Wojna i pokój jako Andrzej (reż. K. Borowski, Jerzy Walden)
- 1959 – Ładna historia jako Andrzej D’Eguzon (reż. J. Walden)
- 1960 – Bunt na okręcie „Caine” jako podporucznik Keefer (reż. J. Walden)
- 1960 – Mirandolina jako Fabrizio (reż. Hanna Małkowska)
- 1960 – Kordian jako Car (reż. Jerzy Rakowiecki)
- 1960 – Pierwszy dzień wolności jako Michał (reż. K. Borowski)
- 1960 – Zemsta jako Wacław (reż. Włodzimierz Kwaskowski)
- 1961 – Żywy trup jako Michał Andriejewicz Afremow (reż. Maria Wiercińska)
- 1961 – Ondyna jako Bertram (reż. Maryna Broniewska)

Praski Teatr Ludowy, Warszawa
- 1961 – Ostatnie spotkanie jako Jerzy Boreński (reż. Wanda Lakowska)
- 1962 – Sułkowski jako Sułkowski (reż. J. Rakowiecki)
- 1962 – Igraszki z diabłem jako Lucjusz (reż. Czesław Szpakowicz)
- 1962 – Stracone zachody miłości jako Biron (reż. J. Rakowiecki)
- 1962 – Poemat pedagogiczny jako Zadorow (reż. Jan Bratkowski)
- 1962 – Maria Stuart jako Botwel (reż. J. Rakowiecki)
- 1963 – Volpone jako Moska (reż. Janusz Warnecki)
- 1963 – Kochankowie z Targówka jako Piękny Zenon (reż. J. Rakowiecki)
- 1963 – Przygody dobrego wojaka Szwejka jako porucznik Lukasz (reż. J. Bratkowski)
- 1963 – Dom bez klamek jako doktor Paweł Górka (reż. Roman Kłosowski)
- 1964 – Miasteczko zamknięte jako kierownik „Stodoły” (reż. Witold Skaruch)
- 1964 – Konfederaci barscy jako Jenerał-Gubernator (reż. J. Rakowiecki)
- 1964 – Warszawianka jako Skrzynecki (reż. J. Rakowiecki)
- 1964 – Sen nocy letniej jako Oberon (reż. J. Rakowiecki)
- 1965 – Myszy i ludzie jako Slim (reż. J. Bratkowski)
- 1965 – Sarmatyzm jako Radomir (reż. J. Rakowiecki)
- 1965 – Ten nieznajomy jako dyrektor Tucz (reż. J. Bratkowski)
- 1965 – Niedopasowani jako Autor (reż. J. Rakowiecki)
- 1966 – Cyrano de Bergerac jako hrabia de Guiche (reż. J. Rakowiecki)
- 1966 – Nikt mnie nie zna jako Marek Zięba (reż. J. Rakowiecki)

Teatr Ludowy, Warszawa
- 1967 – Zakładnik jako Regan (reż. J. Bratkowski)
- 1967 – Opera za trzy grosze jako Brown (reż. J. Rakowiecki)
- 1967 – Droga przez mękę jako Roszczyn (reż. J. Rakowiecki)
- 1968 – Rewizor jako Szpiekin (reż. J. Rakowiecki)
- 1968 – Cyrulik sewilski jako hrabia Almaviva (reż. J. Rakowiecki)
- 1969 – Henryk VI na łowach jako Henryk VI (reż. Lech Wojciechowski)
- 1969 – Ucieczka z wielkich bulwarów jako Gourkine; Omar (reż. Jan Kulczyński)
- 1970 – Kaukaskie kredowe koło jako Kazbek; Adwokat I (reż. Piotr Piaskowski)
- 1970 – Niewidzialna kochanka jako Don Juan (reż. J. Kulczyński)
- 1971 – Turoń jako Rafał Olbromski (reż. R. Kłosowski)
- 1971 – Żołnierz i bohater jako Sergiusz (reż. K. Rudzki)
- 1972 – Para nie para jako Roy (reż. Edward Dziewoński)
- 1973 – Bezimienne dzieło jako Cynga (reż. J. Kulczyński)
- 1974 – Izkahar król Guaxary jako Izkahar (reż. J. Kulczyński)
- 1974 – Wariatka z Chaillot jako baron (reż. L. Wojciechowski)

Sala Kongresowa PKiN, Warszawa
- 1973 – Dziś dajemy wam pamięć (program składany; reż. Maria Januszkiewicz)
- 2005 – Zmartwychwstanie jako Józef Piłsudski (reż. Bohdan Poręba)

Teatr Nowy, Warszawa
- 1974 – Lelewel jako Wincenty Niemojowski (reż. Mariusz Dmochowski)
- 1975 – Adwokat i róże jako przyjaciel (reż. M. Dmochowski)
- 1975 – Dorożka Hermenegildy (reż. Lech Komarnicki)
- 1975 – Sąd nieostateczny jako obrońca sądowy (reż. Wojciech Zeidler)
- 1976 – Życie seksualne białych myszek jako mężczyzna (reż. W. Zeidler)
- 1977 – Po tamtej stronie radości (reż. Zygmunt Listkiewicz)
- 1978 – Senat szaleńców jako lekarz (reż. W. Zeidler)
- 1978 – Profesja dla aniołów jako Nożarew (reż. W. Zeidler)
- 1980 – Gniazdo głuszca jako Stiepan Sudakow (reż. M. Dmochowski)
- 1981 – A deszcz wciąż pada jako Tatara (reż. M. Dmochowski)
- 1982 – Uśmiech wilka jako Mistrz (reż. Paweł Dangel)
- 1983 – Mroki jako Ybbes pisarz (reż. Bohdan Cybulski)
- 1986 – Mroki jako starzec (reż. B. Cybulski)
- 1986 – Kordian jako prezes (reż. B. Cybulski)
- 1987 – Wiktor albo dzieci u władzy jako doktor (reż. Janusz Bukowski)
- 1988 – Łaźnia jako Izaak Belwedoński (reż. B. Cybulski)
- 1988 – O wojnę powszechną jako Korespondent amerykański (reż. B. Cybulski)
- 1990 – Arszenik i stare koronki jako Brophy (reż. Adam Hanuszkiewicz)
- 1990 – Wyzwolenie jako prymas (reż. A. Hanuszkiewicz)
- 1990 – Zapolska, Zapolska jako Redaktor (reż. A. Hanuszkiewicz)
- 1991 – Cyd jako Diego (reż. A. Hanuszkiewicz)
- 1993 – Panna Izabela według „Lalki” jako Tomasz Łęcki (reż. A. Hanuszkiewicz)

Teatr Ochoty, Warszawa
- 1975 – W pewnym sensie jestem Jacob... jako Joe Morgan (reż. Halina Machulska, Jan Machulski)
- 1977 – Letnicy jako Jakub Szalimow (reż. Jan Machulski)

Teatr Wielki, Warszawa – gościnnie
- 1987 – Przy kominku jako dziad (reż. Maria Fołtyn)

Przedstawienia impresaryjne
- 2002 – Wszystko zależy od dziadka jako dziadek (reż. W. Skaruch)

### Teatr Telewizji
- 1959 – Z chłopa król (reż. Piotr Baryka)
- 1960 – Warszawianka (reż. Kazimierz Dejmek)
- 1962 – Dom pod Oświęcimiem jako Jerzy (reż. Tadeusz Byrski)
- 1965 – Głos jako mąż Anny (reż. Jerzy Antczak)
- 1965 – Piąta bomba jako Dien (reż. Józef Słotwiński)
- 1965 – Rano przeszedł huragan (reż. J. Bratkowski)
- 1965 – Stawka większa niż życie jako kapitan (reż. Janusz Morgenstern)
- 1966 – Szwejk na tyłach (reż. J. Bratkowski)
- 1968 – Powrót do Itaki jako Zalotnik (reż. M. Broniewska)
- 1972 – Harry Brent cz. I jako Tomy Moore (reż. Andrzej Zakrzewski)
- 1972 – Milczenie (widowisko poetyckie; reż. Wojciech Siemion)
- 1972 – Jak błyskawica cz. I, II, III jako Walter Bowen (reż. J. Bratkowski)
- 1973 – Melissa cz. II i III jako Walter Bowen (reż. J. Bratkowski)
- 1973 – Kariera Artura Ui jako Flake (reż. Jerzy Gruza)
- 1973 – Ostatnia stacja jako Galicki (reż. J. Słotwiński)
- 1974 – Śmierć w najszczęśliwszym dniu dr Heller (reż. Jan Machulski)
- 1974 – Król i aktor jako Bacciarelli (reż. Ignacy Gogolewski)
- 1974 – Sprawa polska 1944 jako Edward Osóbka-Morawski (reż. R. Wionczek)
- 1975 – Morderca z pociągu jako kapitan MO (reż. J. Słotwiński)
- 1976 – Karnawał jako Pampon (reż. J. Słotwiński)
- 1977 – Przed burzą jako Łubieński (reż. R. Wionczek)
- 1977 – Przerwana gra jako Borys Zakrzewski (reż. Kazimierz Oracz)
- 1978 – Idea i miecz (reż. G. Królikiewicz)
- 1978 – O coś więcej niż przetrwanie (reż. G. Królikiewicz)
- 1983 – Gdy płoną lasy jako Gamelin (reż. Marcel Kochańczyk)
- 1986 – Kongres we Florencji jako Schwartzenberg (reż. Wojciech Solarz)
- 1996 – Błękitny zamek jako Redfern (reż. Wojciech Nowak)

## Filmografia

### Filmy fabularne (kinowe i telewizyjne)
| Rok  | Tytuł                           | Rola                                                                          | Reżyseria                          |
| ---- | ------------------------------- | ----------------------------------------------------------------------------- | ---------------------------------- |
| 1957 | Eroica                          | gestapowiec                                                                   | Andrzej Munk                       |
| 1963 | Rocznica ślubu                  | kapitan                                                                       | Maciej Sieński                     |
| 1971 | Gott mit uns                    | porucznik Romney (polski dubbing)                                             | Jerzy Twardowski                   |
| 1972 | Waterloo                        | (polski dubbing)                                                              | Jerzy Twardowski                   |
| 1973 | Poprzez piąty wymiar            | redaktor Jan Siwiec                                                           | Marek T Nowakowski                 |
| 1976 | Blizna                          | architekt na spotkaniu mieszkańców Olecka z przewodniczącym                   | Krzysztof Kieślowski               |
| 1977 | Raszyn. 1809                    | marszałek rozmawiający z warszawiakami                                        | Lucyna Smolińska, Mieczysław Sroka |
| 1977 | Żołnierze wolności              | Edward Osóbka-Morawski                                                        | Jurij Ozierow                      |
| 1977 | Granica                         | wojewoda                                                                      | Jan Rybkowski                      |
| 1977 | Akcja pod Arsenałem             | oficer gestapo                                                                | Jan Łomnicki                       |
| 1980 | Zamach stanu                    | obrońca w procesie brzeskim                                                   | Ryszard Filipski                   |
| 1981 | Spokojne lata                   | ojciec Edwarda                                                                | Andrzej Kotkowski                  |
| 1982 | Klejnot wolnego sumienia        | biskup                                                                        | Grzegorz Królikiewicz              |
| 1983 | Wielki statysta                 | arystokrata                                                                   | Marian Kubera                      |
| 1987 | Wielki Wóz                      | oficer śpiewający kolędę                                                      | Marek Wortman                      |
| 1987 | Rajski ptak                     | mąż w pociągu                                                                 | Marek Nowicki                      |
| 1987 | Misja specjalna                 | oficer brytyjski prowadzący naradę                                            | Janusz Rzeszewski                  |
| 1988 | Teatrum wiele tu może zmienić   | szlachcic                                                                     | Mirosław Gronowski                 |
| 1990 | Jan Kiliński                    | Hugo Kołłątaj                                                                 | Marian Kubera                      |
| 1993 | 20 lat później                  | urzędnik zachodnioniemieckiego MSZ na rozmowach w sprawie wykupienia Hauserów | Michał Dudziewicz                  |
| 1999 | Tryptyk ojczysty                | on sam                                                                        | Zbigniew Kowalewski                |
| 2009 | Popiełuszko. Wolność jest w nas | biskup Zbigniew Kraszewski                                                    | Rafał Wieczyński                   |
| 2016 | Zatruta krew bratnia            | lektor                                                                        | Krzysztof Wojciechowski            |

### Seriale telewizyjne
| Rok       | Tytuł                                    | Rola                                                             | Reżyseria             |
| --------- | ---------------------------------------- | ---------------------------------------------------------------- | --------------------- |
| 1970      | Przygody psa Cywila                      | major Bielski (odcinek: 5)                                       | Krzysztof Szmagier    |
| 1978      | Życie na gorąco                          | komisarz policji (odcinek: 9)                                    | Andrzej Konic         |
| 1979      | Tajemnica Enigmy                         | attaché wojskowy Ambasady Francuskiej w Bukareszcie (odcinek: 4) | Roman Wionczek        |
| 1980      | Dom                                      | inżynier Jędrys (odcinek: 1)                                     | Jan Łomnicki          |
| 1981      | Najdłuższa wojna nowoczesnej Europy      | ambasador Francji w Berlinie (odcinek: 6)                        | Jerzy Sztwiertnia     |
| 1984      | Siedem życzeń                            | Retman, ojciec Jana (odcinek: 4)                                 | Janusz Dymek          |
| 1987      | Rzeka kłamstwa                           | (odcinek: 1)                                                     | Jan Łomnicki          |
| 1988      | Akwen Eldorado                           | lekarz                                                           | Andrzej Swat          |
| 1989–1990 | W labiryncie                             | doktor Gorczyca, chirurg dziecięcy opiekujący się synkiem Ewy    | Paweł Karpiński       |
| 1989      | Modrzejewska                             | Jakubowski, adwokat Modrzejewskiej (odcinki: 5-6)                | Jan Łomnicki          |
| 1990      | Maria Curie                              | redaktor naczelny                                                | Michel Boisrond       |
| 1992      | Żegnaj, Rockefeller                      | lekarz                                                           | Waldemar Szarek       |
| 1996      | Awantura o Basię                         | znajomy profesora Somera (odcinek: 1)                            | Kazimierz Tarnas      |
| 2002      | Graczykowie, czyli Buła i spóła          | (odcinek: 42)                                                    | Krzysztof Jaroszyński |
| 2013      | Popiełuszko. Wolność jest w nas (serial) | biskup Zbigniew Kraszewski                                       | Rafał Wieczyński      |
| 2015–2016 | Na sygnale                               | Waldemar (odcinki: 66, 89-90)                                    | Leszek Korusiewicz    |
| 2015      | Na dobre i na złe                        | Konrad (odcinek: 603)                                            | Artur Urbański        |

## Odznaczenia i nagrody
- Złoty Krzyż Zasługi (1978)
- Złota Odznaka honorowa „Za zasługi dla Warszawy” (1975)
- Nagroda za rolę Tatary w przedstawieniu A deszcz wciąż pada Józefa Kuśmierka w Teatrze Nowym w Warszawie na XXI Kaliskich Spotkaniach Teatralnych (1981)